# Тунзи, Зозибини
Зозибини Тунзи (род. 18 сентября 1993, Цоло, Восточно-Капская провинция), также известная как Зози Тунзи — южноафриканская фотомодель, актриса

 и обладательница титула Мисс Вселенная 2019 года. Тунзи ранее была коронована как Мисс Южная Африка 2019. Она является третьей женщиной из Южной Африки, выигравшей этот титул, и первой чернокожей женщиной с тех пор, как ангольская модель Лейла Лопес была коронована как Мисс Вселенная 2011.

## Биография
З. Тунзи родилась в Цоло, Восточный Кейп, в семье Филисвы Нодапу и Лунгисы Тунзи и выросла в соседней деревне Сидвадвени. Была одной из четырёх сестер. Позже она переехала в Кейптаун, поселившись в пригороде Гарденс, чтобы поступить в Технологический университет Кейп-Пенинсула.
В 2018 году она получила национальный диплом по управлению связями с общественностью. В 2017 году Тунзи работала моделью и жила в Ист-Лондоне.

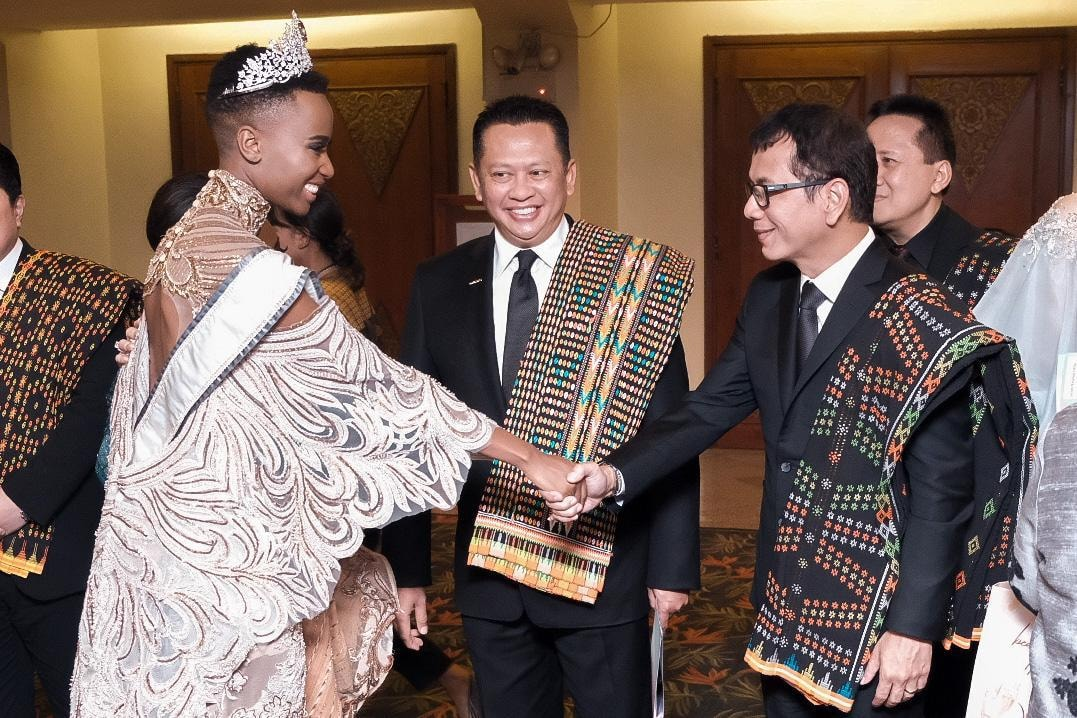
Встреча Тунзи, Бамбанг Соэсатио и Вишнута Кусубандио в Джакарте

До победы в конкурсе «Мисс Южная Африка» Тунзи получила степень бакалавра технологий в области управления связями с общественностью в Технологическом университете Кейп-Пенинсула и работала стажёром в отделе по связям с общественностью Ogilvy Cape Town.
Тунзи начала свою конкурсную карьеру в 2017 году, когда она была принята в число 26 лучших полуфиналисток конкурса «Мисс Южная Африка 2017»; два года спустя она вернулась к участию в конкурсе «Мисс Южная Африка 2019». 26 июня 2019 года Тунзи была подтверждена как одна из 35 лучших полуфиналисток конкурса среди первоначальных заявок. После дополнительных прослушиваний 11 июля Тунзи была объявлена одной из шестнадцати финалисток. Ей с трудом удалось обойти Сашу-Ли Оливье, занявшую второе место.
После победы Зозибини Тунзи получила призы, в том числе 1 миллион южноафриканских рандов, новую машину и полностью меблированную квартиру в районе Сэндтон в Йоханнесбурге стоимостью 5 миллионов рандов, которую она могла использовать на протяжении всего своего правления в качестве королевы. Это достижение позволило Тунзи представлять Южную Африку на конкурсе «Мисс Вселенная 2019».

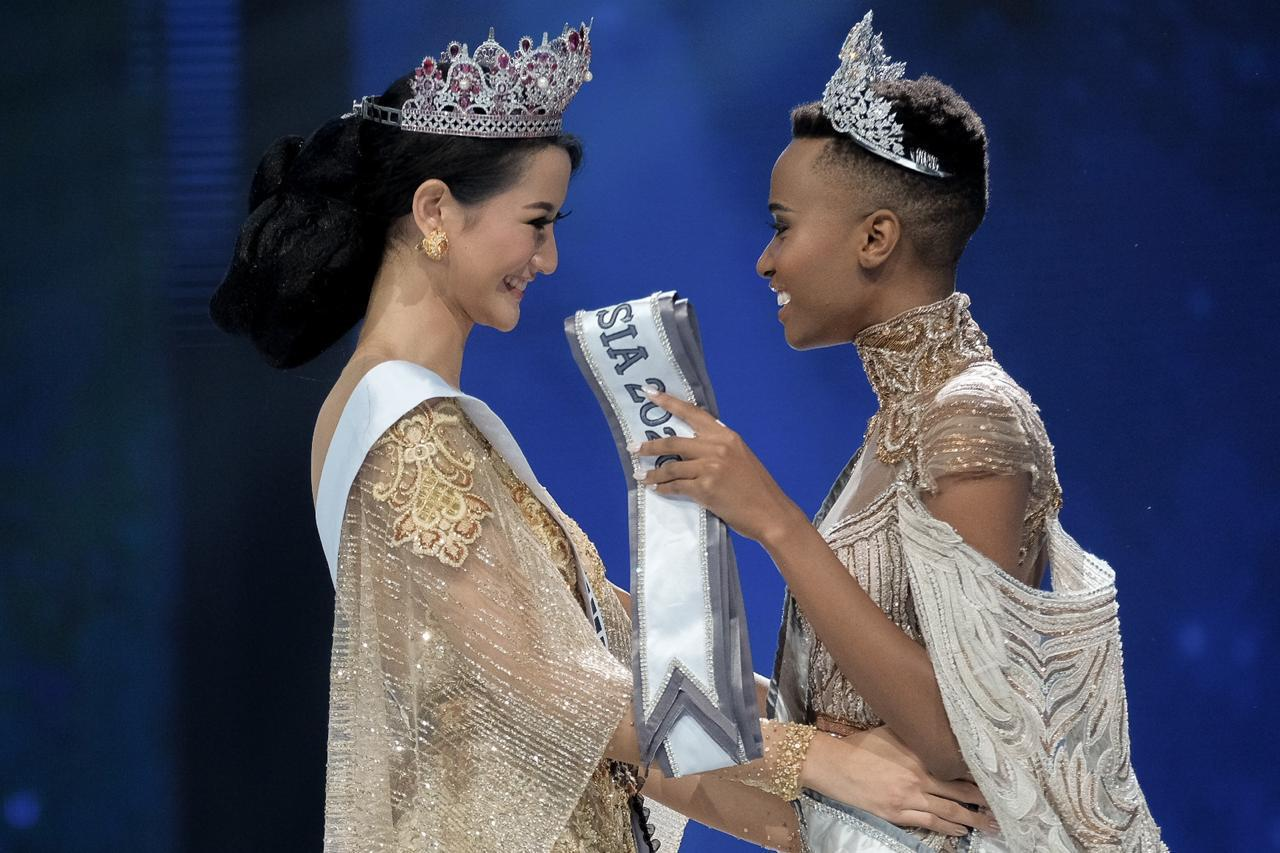
Зозибини Тунзи передает титул новой королеве Аю Маулиду из Индонезии (2020 год)

Африканская королева красоты прибыла в Новый Свет в Атланту, штат Джорджия, на конкурс «Мисс Вселенная 2019» в ноябре 2019 года. Она участвовала в предварительных соревнованиях 6 декабря и участвовала в финале 8 декабря в «Tyler Perry Studios». Во время соревнований Тунци вышла в первую двадцатку, став первым полуфиналистом Африканского/Азиатско-Тихоокеанского континентального региона. Затем она вышла в первую десятку, затем в первую пятерку и, наконец, в последнюю тройку. К концу мероприятия Тунци была коронована как Мисс Вселенная 2019 уходящей обладательницей титула Катрионой Грей из Филиппин, обойдя Мэдисон Андерсон из Пуэрто-Рико, занявшую второе место, и Софию Арагон из Мексики, занявшую второе место].
Благодаря её триумфу 2019 год стал первым годом, когда все четыре крупных конкурса в США выиграли чернокожие женщины; другими обладательницами титула были Ниа Имани Франклин (Мисс Америка), Калье Гэррис (Юная мисс США 2019) и Чесли Крист (Мисс США 2019). Кроме того, 2019 год также станет первым годом, когда чернокожие женщины выиграли два самых престижных международных конкурса после того, как в 2019 году Тони-Энн Сингх с Ямайки позже получила корону Мисс Мира.
Из-за пандемии коронавируса Тунзи стала самой продолжительной обладательницей титула Мисс Вселенная — 525 дней (1 год, 5 месяцев и 8 дней).

## Личная жизнь
Тунзи вышла замуж за своего давнего партнера Лутандо Болована уважаемого профессионала в индустрии СМИ и коммуникаций Южной Африки 22 марта 2025 года в Паарле, Западно-Капская провинция. Их традиционная свадьба состоялась 29 марта 2025 года в Сидвадвени, Восточный Кейп.